# Fumina South
Fumina South is een plaats in de Australische deelstaat Victoria en telt ca 30 inwoners.